# Joanne Camilleri

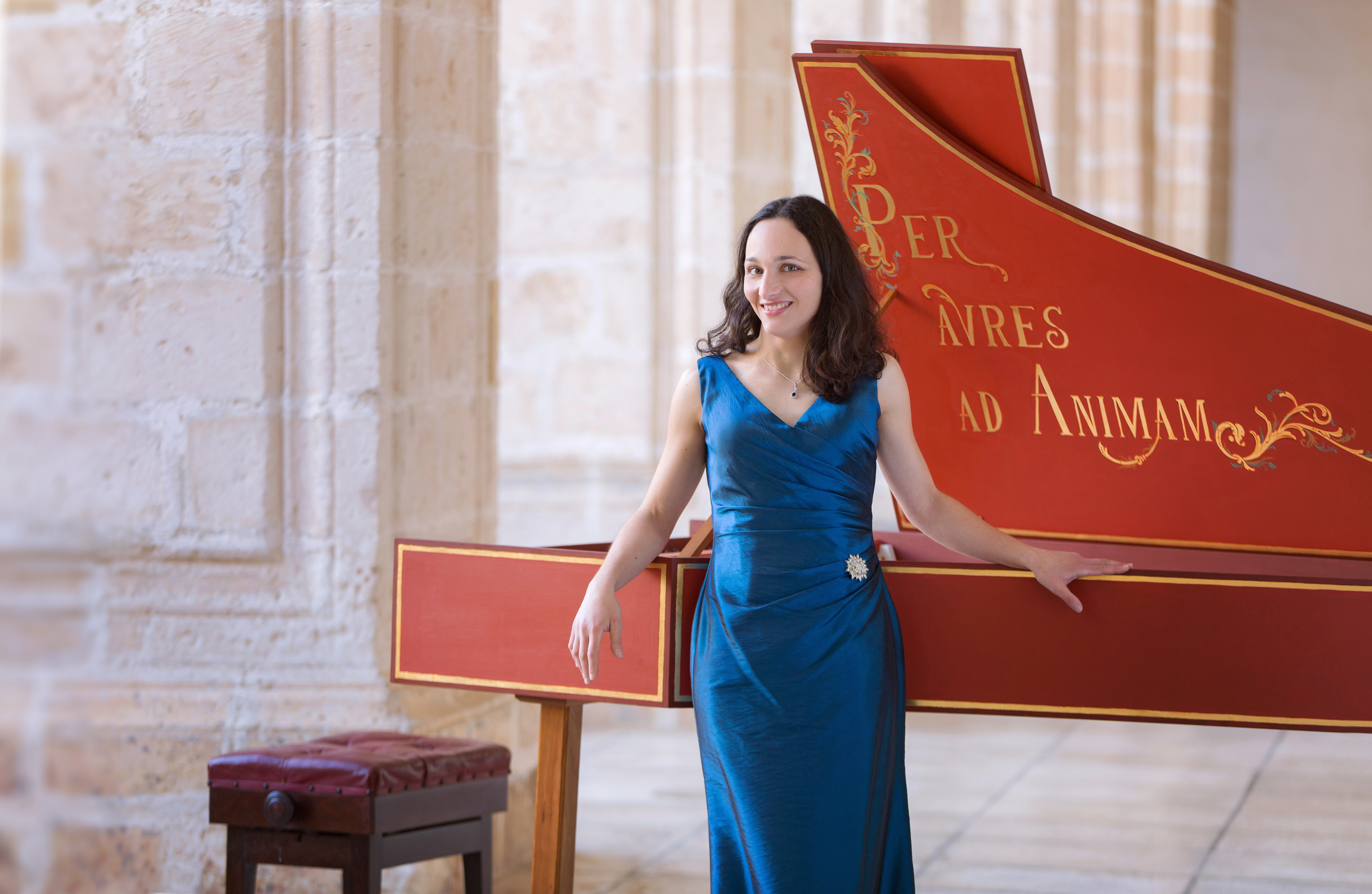
Joanne Camilleri mit Cembalo.

Joanne Camilleri ist eine maltesische Pianistin und Cembalistin.

## Leben
Camilleri studierte am Royal Northern College of Music sowie an der Universität Malta. Im Laufe ihrer bisherigen Konzerttätigkeit gastierte sie als Solistin und Kammermusikerin bei bekannten Festivals wie dem Valletta International Baroque Festival, Victoria International Arts Festival (Malta), Music at Parkhouse (Großbritannien) oder Musik i sommarkväll (Schweden). Ebenso arbeitete sie mit renommierten Dirigenten wie Michelle Castelletti und Wayne Marshall. 2013 erschien ihr Album In Bach’s Footsteps.  2017 wirkte sie als Solistin bei der Uraufführung von Reuben Paces Concertino für Gitarre, Cembalo und Orchester im Teatru Manoel im Rahmen des Valletta International Baroque Festivals mit.